# Épinay-sur-Orge
Epinay-sur-Orge – miejscowość i gmina we Francji, w regionie Île-de-France, w departamencie Essonne.
Według danych na rok 1990 gminę zamieszkiwało 9688 osób, a gęstość zaludnienia wynosiła 2182 osób/km² (wśród 1287 gmin regionu Île-de-France Epinay-sur-Orge plasuje się na 241. miejscu pod względem liczby ludności, natomiast pod względem powierzchni na miejscu 717.).